# Mentis-Verlag
Der mentis Verlag ist ein deutscher Wissenschaftsverlag für die Fachgebiete Philosophie und Philologie mit Sitz in Paderborn. Zum 1. Januar 2018 wurde der Verlag Teil des Brill-Verlags.

## Geschichte
Der Verlag wurde im Oktober 1998 in Paderborn gegründet. Seit April 2012 war er in Münster ansässig. Mit der Übernahme durch Brill Deutschland zog er zurück nach Paderborn, wo er als Imprint fortgeführt wird.

## Verlagsprogramm
Schwerpunkte des Verlagsprogramms sind die Philosophie des Geistes und die Sprachphilosophie in der Tradition der Analytischen Philosophie, die Angewandte Ethik, die Kunstphilosophie sowie die Literaturwissenschaft. Zu den verlegten Buchreihen gehören das Diskussionsforum Philosophiegeschichte und logische Analyse | Logical Analysis and History of Philosophy, in dem Aufsätze erscheinen, die klassische philosophische Texte mithilfe der modernen logischen Analyse rekonstruieren; nachGedacht – Moderne Klassiker, in der zeitgenössische Autoren aus den Bereichen Philosophie und Kognitionswissenschaften vorgestellt werden; Explicatio, in der insbesondere Bücher zu literaturtheoretischen Themen erscheinen; sowie die Reihe Poetogenesis, die den biologischen und anthropologischen Grundlagen von Literatur und Kunst gewidmet ist.
Seit 2014 erscheinen mentis-Publikationen auch im E-Book-Format.